# VR-Bank Lichtenfels-Ebern
Die VR-Bank Lichtenfels-Ebern eG ist eine deutsche Genossenschaftsbank mit Sitz in der bayerischen Kreisstadt Lichtenfels im Landkreis Lichtenfels. 

## Geschichte
Die Ursprünge der heutigen Bank reichen bis in das Jahr 1875 zurück. Im Jahre 1993 fusionierten die Raiffeisen-Volksbank Lichtenfels eG mit dem Sitz in Lichtenfels und die Raiffeisenbank Itzgrund eG mit dem Sitz in Untersiemau zur Raiffeisen-Volksbank Lichtenfels-Itzgrund eG. Im Jahr 2017 schließlich verschmolz die Raiffeisen-Volksbank Ebern eG mit dem Sitz in Ebern auf die Raiffeisen-Volksbank Lichtenfels-Itzgrund eG, die seither VR-Bank Lichtenfels-Ebern eG heißt. Weitere Details zur Geschichte der ehemaligen Raiffeisen-Volksbank Ebern siehe hier.
Die ehemalige Raiffeisenbank Schney - Lichtenfels eGmbH mit dem Sitz in Lichtenfels fusionierte 1970 mit der Raiffeisenkasse Stetten eGmbH mit dem Sitz in Stetten zur Raiffeisenbank Schney - Lichtenfels eGmbH und dann im Jahr 1976 als Raiffeisenbank Schney-Lichtenfels eG mit der Volksbank Lichtenfels eG mit dem Sitz in Lichtenfels und der Raiffeisenbank Redwitz eG mit dem Sitz in Redwitz an der Rodach zur Raiffeisen-Volksbank Lichtenfels eG.
Im Jahr 1972 fusionierte die Raiffeisenbank Großheirath eGmbH mit dem Sitz in Großheirath mit der Raiffeisenkasse Neuses a.d.Eichen eGmbH mit dem Sitz in Neuses an den Eichen, der Raiffeisenbank Scherneck eGmbH mit dem Sitz in Scherneck und der Raiffeisenbank Untersiemau eGmbH mit dem Sitz in Untersiemau zur Raiffeisenbank Itzgrund eGmbH.
Die damalige Raiffeisen-Volksbank Ebern eG entstand zuvor im Jahr 1998 durch die Fusion der Raiffeisenbank Ebern eG mit dem Sitz in Ebern mit der Raiffeisen - Volksbank Untermerzbach eG mit dem Sitz in Untermerzbach. Die Raiffeisenbank Ebern eG fusionierte zuvor im Jahr 1990 mit der Raiffeisenbank Oberer Haßgau eG mit dem Sitz in Ermershausen und der Raiffeisenbank und Handelsgenossenschaft Heldburg e.G. mit dem Sitz in Heldburg in Thüringen. Im Jahr 1981 fusionierte die Raiffeisenbank Ebern eG bereits mit der Raiffeisenbank Pfarrweisach eG mit dem Sitz in Pfarrweisach und im Vorjahr mit der Raiffeisenbank Kirchlauter-Neubrunn eG mit dem Sitz in Kirchlauter.
In den Vorjahren erfolgten weitere Fusionen: So fusionierte 1971 die Raiffeisenkasse Ebern eGmbH mit der Raiffeisenkasse Hafenpreppach eGmbH mit dem Sitz in Hafenpreppach und der Raiffeisenkasse Lichtenstein eGmbH mit dem Sitz in Lichtenstein, gefolgt von der Fusion im Jahr 1972 mit der Raiffeisenkasse Jesserndorf eGmbH mit dem Sitz in Jesserndorf zur Raiffeisenbank Ebern eGmbH. Im Jahr 1974 erfolgte noch die Fusion der Raiffeisenbank Ebern eG mit der Raiffeisenkasse Rentweinsdorf eG mit dem Sitz in Rentweinsdorf.
Durch die Fusion der Raiffeisenbank Heilgersdorf eG mit dem Sitz in Heilgersdorf mit der Volksbank Untermerzbach eG im Jahr 1986 entstand die Raiffeisen - Volksbank Untermerzbach eG. Diese fusionierte dann 1990 mit der Raiffeisenbank Kaltenbrunn im Itzgrund eG mit dem Sitz in Kaltenbrunn.
Die Raiffeisenkasse Oberer Haßgau eGmbH mit dem Sitz in Bundorf fusionierte im Jahr 1970 mit der Raiffeisenkasse Schweinshaupten - Walchenfeld eGmbH mit dem Sitz in Schweinshaupten und im Jahr 1976 als Raiffeisenbank Oberer Haßgau eG mit der Raiffeisenbank Burgpreppach eG mit dem Sitz in Burgpreppach und der Raiffeisenbank Ermershausen eG mit dem Sitz in Ermershausen. Dabei wurde der Sitz von Bundorf nach Ermershausen verlegt.
Die damalige Raiffeisenkasse Kirchlauter eGmbH fusionierte im Jahr 1970 mit der Raiffeisenkasse Neubrunn eGmbH mit dem Sitz Neubrunn in zur Raiffeisenkasse Kirchlauter-Neubrunn eGmbH.

## Rechtsverhältnisse
Die VR-Bank Lichtenfels-Ebern eG ist im Genossenschaftsregister beim Amtsgericht Coburg unter GnR 80 eingetragen.

## Organisationsstruktur
Rechtsgrundlagen sind das Genossenschaftsgesetz und die durch die Vertreterversammlung beschlossene Satzung. Organe der Bank sind der Vorstand, der Aufsichtsrat und die Vertreterversammlung.

## Sicherungseinrichtung
Die VR-Bank Lichtenfels-Ebern eG ist der amtlich anerkannten Sicherungseinrichtung des Bundesverbandes der Deutschen Volksbanken und Raiffeisenbanken GmbH und der zusätzlichen freiwilligen Sicherungseinrichtung des Bundesverbandes der Deutschen Volksbanken und Raiffeisenbanken e.V. angeschlossen.

## Geschäftsausrichtung
Die VR-Bank Lichtenfels-Ebern eG betreibt das Universalbankgeschäft und arbeitet mit der genossenschaftlichen FinanzGruppe zusammen. Im Verbundgeschäft arbeitet sie mit der DZ Bank, R+V Versicherung, Bausparkasse Schwäbisch Hall, Teambank, VR Smart Finanz, DZ Hyp und der Union Investment zusammen.

## Gesellschaftliches Engagement
Die Genossenschaftsbank spendete für gemeinnützige Zwecke im Jahr 2024 rund 117.000 Euro.

## Geschäftsgebiet
Das Geschäftsgebiet erstreckt sich über Teile der Landkreise Lichtenfels, Coburg, Haßberge und Hildburghausen.
An diesen Orten betreibt die Bank Filialen:
- Lichtenfels (Hauptstelle, jur. Sitz)
- Ebern (Geschäftsstelle)
- Ahorn (Geschäftsstelle)
- Burgpreppach (SB-Geschäftsstelle)
- Ermershausen (Geschäftsstelle)
- Heldburg (Geschäftsstelle)
- Kaltenbrunn (Geschäftsstelle)
- Kirchlauter (Geschäftsstelle)
- Michelau in Oberfranken (Geschäftsstelle)
- Redwitz an der Rodach (Geschäftsstelle)
- Untersiemau (Geschäftsstelle)
- Streufdorf (SB-Geschäftsstelle)
- Seßlach (SB-Geschäftsstelle)
- Schney (SB-Geschäftsstelle)
- Klosterlangheim (SB-Geschäftsstelle)